# Mandla Siegfried Jwara
Mandla Siegfried Jwara CMM (* 1. Februar 1957 in St. Nivard, KwaZulu-Natal) ist ein südafrikanischer Ordensgeistlicher und römisch-katholischer Erzbischof von Durban.

## Leben
Mandla Siegfried Jwara besuchte die Schule Kwa-Hluzingqondo in Umkhomazi. Am 1. Februar 1981 trat er der Ordensgemeinschaft der Mariannhiller Missionare bei und legte 1982 die zeitliche Profess ab. Von 1982 bis 1986 studierte er Philosophie und Katholische Theologie am St. Joseph’s Theological Institute in Cedara. Jwara legte 1986 die ewige Profess ab und empfing am 14. Februar 1987 das Sakrament der Priesterweihe.
Jwara war zunächst als Pfarrvikar und später als Pfarrer der Clairvaux Mission in Mpendle im Bistum Mariannhill tätig. 1992 wurde Mandla Siegfried Jwara für weiterführende Studien nach Großbritannien entsandt, wo er 1993 am Institute of St. Anselm in London ein Diplom im Bereich Human Development, Leadership, Formation & Community Building erwarb. Nach der Rückkehr in seine Heimat war Jwara Novizenmeister und Provinzialrat der Ordensprovinz Mariannhill sowie kurzzeitig Rektor der Niederlassung der Mariannhiller Missionare in Merrivale. Nachdem er 1998 an der Universität von KwaZulu-Natal in Pietermaritzburg einen Master im Fach Katholische Theologie erworben hatte, wurde er Provinzialsuperior der Ordensprovinz Mariannhill. Von 2002 bis 2004 war Mandla Siegfried Jwara Mitglied des Generalrats der Mariannhiller Missionare in Rom. Anschließend wirkte Jwara kurzzeitig als Pfarrer in Port St. Johns und in der St. Patrick Mission im Bistum Umtata sowie als Provinzialrat, bevor er 2006 erneut Provinzialsuperior wurde. Von 2009 bis 2014 war er Pfarrer der Pfarrei St. Patrick und Dechant für den östlichen Teil des Bistums Umtata. 2014 wurde Jwara Regionalsuperior der Mariannhiller Missionare im Bistum Umtata und wieder Pfarrer der St. Patrick Mission.
Am 30. April 2016 ernannte ihn Papst Franziskus zum Titularbischof von Elephantaris in Proconsulari und zum Apostolischen Vikar von Ingwavuma. Der Bischof von Manzini, José Luís Gerardo Ponce de León IMC, spendete ihm am 25. Juni desselben Jahres in der Kirche Our Lady of Perpetual Help in Riverview die Bischofsweihe; Mitkonsekratoren waren der Bischof von Eshowe, Xolelo Thaddaeus Kumalo, und der Bischof von Mariannhill, Pius Mlungisi Dlungwana. Sein Wahlspruch The truth will set you free („Die Wahrheit wird euch befreien“) stammt aus Joh 8,32 . 2018 nahm Mandla Siegfried Jwara an der 15. ordentlichen Vollversammlung der Bischofssynode zum Thema Jugend, Glaube und Berufungsentscheidung teil.
Papst Franziskus ernannte ihn am 9. Juni 2021 zum Erzbischof von Durban. Die Amtseinführung erfolgte am 8. August desselben Jahres. Bis zum 3. Juni 2023 war Mandla Siegfried Jwara zusätzlich Apostolischer Administrator des vakanten Apostolischen Vikariats Ingwavuma.